# Subida a Gorla
La subida a Gorla es una clásica prueba ciclista de categoría amateur que se celebra en España, en la localidad guipuzcoana de Vergara.
Esta clásica es un vivero de profesionales, donde todos los ganadores excepto Joseba Arregi, Iñigo Urretxua y Santi Ramírez han sido profesionales. Entre la nómina de ganadores, se incluyen dos ganadores del Tour de Francia: Alberto Contador y Carlos Sastre.

## Palmarés
| Año  | Ganador                        | Segundo                      | Tercero                       |
| ---- | ------------------------------ | ---------------------------- | ----------------------------- |
| 1975 | Alberto Fernández Blanco       | José Luis Mayoz              | Domingo Ortiz                 |
| 1976 | Jose María Legarreta           | Ángel Arroyo                 | José Luis Mayoz               |
| 1977 | Miguel Ángel Albeniz           | José María Legarreta         | Raymond Hernando              |
| 1978 | Raymond Hernando               | Carlos Munain                | Jesús María Segura            |
| 1979 | Jesús María Segura             | Alfonso Cerezo               | José Luis Rodríguez Inguanzo  |
| 1980 | Iñaki Arrieta                  | Juan García Díaz             | Julián Gorospe                |
| 1981 | Julián Gorospe                 | Iñaki Vijandi                | Jesús Argintxona              |
| 1982 | Pello Ruiz Cabestany           | Jokin Mujika                 | Jon Egiarte                   |
| 1983 | José del Ramo                  | Pello Ruiz Cabestany         | Iñaki Gastón                  |
| 1984 | Jesús Argintxona               | José Sanchíz                 | Jesús Alonso                  |
| 1985 | Eduardo Betanzos               | Fernando Martínez de Guereñu | Antonio Balboa                |
| 1986 | Jesús Aranbarri                | Koldo Alzaga                 | Iñaki Cendrero                |
| 1987 | Ion Garmendia                  | Iñaki Cendrero               | José Luis Villanueva Orihuela |
| 1988 | Luis María Urizar              | Alfredo Irusta               | Julián Barcina                |
| 1989 | Julián Barcina                 | Alfredo Irusta               | Roberto Lezaun                |
| 1990 | Javier Lazpiur                 | Ignacio García Camacho       | Luis María Urizar             |
| 1991 | Alfredo Irusta                 | Julián Barcina               | Carmelo Gómez                 |
| 1992 | Íñigo Cuesta                   | Julián Barcina               | Iosu Odriozola                |
| 1993 | Julián Barcina                 | Íñigo Cuesta                 | Roberto Laiseka               |
| 1994 | Santiago Blanco                | Bingen Fernández             | David Etxebarria              |
| 1995 | Claus Michael Møller           | Juan José Gómez              | David Cancela                 |
| 1996 | Joseba Arregi                  | David Cancela                | Unai Osa                      |
| 1997 | Carlos Sastre                  | Francisco Mancebo            | Roberto Merino                |
| 1998 | Juan Manuel Gárate             | Jonathan Hall                | Pedro Arreitunandia           |
| 1999 | Juan Manuel Gárate             | Koldo Gil                    | Mikel Astarloza               |
| 2000 | Joaquim Rodríguez              | Luke Weir                    | Adolfo García Quesada         |
| 2001 | Alberto Contador               | Jonathan González Ríos       | Jon Bru                       |
| 2002 | Iñigo Urretxua                 | Antton Luengo                | Joseba Albizu                 |
| 2003 | Jokin Ormaetxea                | Iñaki Lejarreta              | Antton Luengo                 |
| 2004 | Jorge Azanza                   | Ismael Esteban               | David Pérez Iñiguez           |
| 2005 | Alberto Fernández de la Puebla | Eladio Sánchez               | Jesús Martín                  |
| 2006 | Beñat Intxausti                | Julen Goikoetxea             | Alberto García Oblanca        |
| 2007 | Héctor González Baeza          | José Vicente Toribio         | Adrián Sáez de Arregi         |
| 2008 | Andrey Amador                  | Mikel Filgueira              | Eneko Echeverz                |
| 2009 | Mikel Landa                    | Garikoitz Bravo              | Alberto Morrás                |
| 2010 | Jesús Herrada                  | Pello Bilbao                 | Mikel Bizkarra                |
| 2011 | Omar Fraile                    | Aitor González Prieto        | Francisco Moreno              |
| 2012 | Santiago Ramírez               | Antonio Pedrero              | Aitor González Prieto         |
| 2013 | Cristian Cañada                | Arnau Solé                   | Julen Amezqueta               |
| 2014 | Arnau Solé                     | Álvaro Trueba                | Imanol Estévez                |
| 2015 | Jonathan Lastra                | Jaime Rosón                  | Julen Amezqueta               |
| 2016 | Sergio Samitier                | Fernando Barceló             | José Manuel Díaz Gallego      |
| 2017 | Eduardo Llacer                 | Álvaro Cuadros               | Txomin Juaristi               |
| 2018 | Torbjørn Alexander Hejman      | Iván Moreno                  | Gabriel Machado Silva         |
| 2019 | Juan Fernando Calle            | Asier Etxeberria             | Carlos Ruiz                   |
| 2020 | No se disputó                  | No se disputó                | No se disputó                 |
| 2021 | Asier Etxeberria               | Unai Iribar                  | Imanol Alvárez                |
| 2022 | Pablo Castrillo                | Sinuhé Fernández             | José Marín                    |
| 2023 | David Delgado                  | Jorge Gutiérrez              | Julen Arriola-Bengoa          |
| 2024 | Ander Ganzabal                 | Álvaro Sagrado               | Ibai Azanza                   |

## Palmarés por países
| País       | Victorias |
| ---------- | --------- |
| España     | 42        |
| Francia    | 1         |
| Dinamarca  | 1         |
| Costa Rica | 1         |
| Noruega    | 1         |
| Colombia   | 1         |